# ランチエーレ (駆逐艦)
ランチエーレ（Lanciere、「槍騎兵」の意）はイタリア王立海軍の駆逐艦。

## 艦歴
第二次世界大戦当初、同艦は同型艦のカラビニエーレ、コラッツィエーレ、アスカリとともに第12駆逐艦部隊を構成していた。一時期は第4戦隊の護衛を務めていた。後に駆逐艦部隊の旗艦となった。
宣戦布告前夜の1940年6月9日から10日にかけて、コラッツィエーレ、巡洋艦ダ・バルビアーノとカドルナ、水雷艇ポルチェおよびカリプソとともにランペドゥーザ島とケルケナ諸島の間での機雷敷設任務に就いていた。
1940年6月11日に第12駆逐艦部隊の他の同型艦、第11駆逐艦部隊（アルティリエーレ、アヴィエーレ、ジェニエーレ、カミチア・ネーラ）、第3巡洋艦分隊（重巡洋艦トレント、ポーラ、ボルツァーノ）、第7戦隊（軽巡洋艦ムツィオ・アッテンドーロおよびエマヌエレ・フィリベルト・デュカ・ダオスタ）とともにシチリア海峡での偵察任務に赴いた。
1940年7月7日18時40分、同艦は同部隊の僚艦および重巡洋艦ポーラとともにアウグスタを出航し、後にリビアへの輸送船団作戦で支援部隊と活動した帰りの第2艦隊の他艦（第1、第2、第3、および第7戦隊計10隻と第9、第10、第11および第13駆逐隊）と合流し、第1艦隊ととも合流して7月9日のカラブリア沖海戦に参加した。この戦闘からのイタリア艦隊の撤退中に、第12駆逐隊は魚雷での反撃を命じられたが、煙幕によって視界が悪いことからランチエーレは16時22分に攻撃中止を決定した（アスカリとコラッツィエーレは攻撃を実行したが、成果はなかった）。撤退中の16時45分、北方に数隻の艦影を認め、魚雷3発を発射したが命中しなかった。
7月30日から8月1日にかけて、カラビニエーレ、コラッツィエーレ、巡洋艦ポーラ、ザラ、フィウメ、ゴリツィア、トレント、ダ・バルビアーナ、アルベルト・ディ・ジュッサーノ、エウジェニオ・ディ・サヴォイア、ドゥーカ・デッリ・アブルッツィ、アッタンドーロ、モンテクッコリおよび全12隻からなる第９、第13および第15駆逐艦とともに商船10、駆逐艦4および水雷艇12からなるリビアへの2つの船団の間接護衛を務めた。
10月5日の夕刻にリビアへの貨物船2隻（CV作戦）を護衛するためにターラントを出航したが、イギリスの戦艦を目視したため港に引き返した。
11月11日の夜のイギリスの雷撃によるターラント攻撃の際に、ランチエーレも攻撃されたが、被弾は免れた。
11月26日の午後早く、カルミーネ・ダリエンツォ大佐の指揮の下、アスカリ、カラビニエーレ、第３巡洋艦分隊（重巡洋艦トレント、トリエステおよびボルツァーノ）とともにメッシーナを出航し、決着がつかなかったスパルティヴェント岬沖海戦のイタリア艦隊の一部となった。この戦闘の最中の11月27日12時35分から12時41時の間、英巡洋艦サウサンプトンの152mm砲弾の3発を被弾し、深刻な損傷を受けて航行不能に陥った。爆撃機7機に攻撃されたにもかかわらず、乗組員は多大な努力でボイラーに海水を供給してエンジンを再始動することに成功した。同艦はアスカリに曳航され、カラビニエーレの支援と、第3巡洋艦分隊の護衛を受けてカリアリまでゆっくりと曳航された。
1941年5月24日の早い時刻に、駆逐艦フレッチアと水雷艇ペガーゾ、プロチオーネ、オリオーネに護衛されたコンテ・ロッソおよび兵員輸送船マルコ・ポーロ、エスペリア、ヴィクトリアからなるナポリからトリポリに向かう船団の間接護衛をするためにアスカリ、コラッツィエーレおよび第3巡洋艦分隊（トリエステおよびボルツァーノ）とともにメッシーナから就航した。しかしながら、20時40分にコンテ・ロッソが英潜水艦アプホルダーから雷撃され、1297名とともに10分程度で沈没した。ランチエーレは1432名の漂流者を救助するために船団から離脱した。
7月16日から18日にかけて、巡洋艦トリエステ、ボルツァーノ、駆逐艦カラビニエーーレ、アスカリ、コラッツィエーレによって間接護衛されるターラントからトリポリに向かう兵員輸送マルコ・ポーロ、ネプチュニアおよびオチェアニアからなる船団を駆逐艦ジョベルティ、ジェニエーレ、アルフレード・オリアーニおよび水雷艇チェンタウロとともに護衛した。オチェアニアを狙った英潜水艦アンビートゥンからの攻撃も可否して、全艦船が無傷で目的地に到着した。
9月1日、アスカリとともに、トリポリに向かう護送船団に属し、魚雷攻撃を受けて損傷し、駆逐艦ダルドに曳航されていた内燃機船フランチェスコ・バルバーロを護衛するために派遣された。
9月23日にアヴィエーレとカミチア・ネーラの護衛を受けて第12駆逐艦部隊の3隻とともにマルタの南東に機雷原を敷設した。
9月24日にイギリスの船団を邀撃するために軽巡洋艦ドゥーカ・デッリ・アブルッツィおよびアッタンドーロ、第3巡洋艦分隊（重巡洋艦トレント、トリエステおよびゴリツィア）、第12および第10駆逐艦部隊（マエストラーレ、グレカーレおよびシロッコ）とともにパレルモを出航したが、不守備に終わった。
1942年3月22日の深夜1時、第13駆逐艦部隊に編入されて、コスタンツォ・カザーナ大佐の指揮の下で隊の残りの艦および巡洋艦トレント、ゴリツィア、およびバンデ・ネーラとともにメッシーナを離れた。残りのイタリア艦隊と合流し、艦隊は第2次シルテ湾海戦に参加したが、ランチエーレは重要な役割を果たさなかった。
しかしながら、イタリア艦隊の帰投中に危険な嵐が発達した。20時30分にランチエーレは他の艦から遅れ始め、23時15分には速度を落として風避け地に入る必要があった。5時31分に艦が終日風避け地に留まらなければならないことを説明するメッセージが送られたが、5時47分に艦尾機関室に浸水していることがランチエーレから報告された。巡洋艦トレントと駆逐艦アルピーノおよびジェニエーレが救助を試みたが間に合わなかった。9時58分にSOSが発せられ、位置はマルタの東約120マイルと推定される。10時07分に瀕死の船からの最後のメッセージ（「我々は沈んでいる、イタリア万歳、国王万歳、総統万歳」）を発したランチエーレは、北緯35度35分、東経17度15分の一で沈没した。
3月24日深夜、生存者救出のために派遣された病院船アルノはサーチライトによってそれぞれ4人ずつのった2叟のラフトを確認し、3月25日には別のラフトに1人で乗っていた生存者を回収した。アルノによって救助された9人の生存者のうちの一人の魚雷担当のジーノ・モンダンは救出直後に心臓麻痺のために死亡した。3月26日の朝、水上機が2つのラフトを発見し、当初ラフトに乗っていた70人のなかで残ったさらに7人を救出した。
総員242名のうち、生き残ったのは士官1名（技術中尉ガエタノ・カステッロ）および14名の下士官・水兵のみだった。カザーナ司令官を記念して武功金メダルが授与された。

## 艦長
- カルロ・デ・ベイ大佐（1888年2月7日、キオッジャ生まれ）（1939年3月25日 - 1940年1月）
- カルミーネ・ダリエンツォ大佐（1897年1月15日、クロトーネ生まれ）（1940年1月 - 11月28日）
- ジュリオ・ディ・グロペッロ中佐（1901年7月4日、ピネローロ生まれ）（1941年5月10日 - 1942年1月）
- コスタンツォ・カザーナ中佐（1900年1月18日、ジェノヴァ生まれ）（1942年1月24日 - 3月23日）

### 副長
- カルロ・ボレッロ少佐（1908年7月12日、ナポリ生まれ）（1942年1月 - 3月23日）